# Vilket himla liv
Vilket himla liv (engelska: Heavens Above!) är en brittisk satirisk komedifilm från 1963 i regi av bröderna Roy och John Boulting.

## Handling
Den socialt progressive pastor Smallwood blir av misstag skickad till en välmående och snobbig församling.

## Rollista i urval
- Peter Sellers - John Smallwood
- Cecil Parker - ärkebiskop Aspinall
- Isabel Jeans - lady Lucy Despard
- Eric Sykes - Harry Smith
- Bernard Miles - Simpson
- Brock Peters - Matthew Robinson
- Ian Carmichael - den andre Smallwood
- Irene Handl - Rene Smith
- Miriam Karlin - Winnie Smith
- Eric Barker - bankdirektören
- Roy Kinnear - Fred Smith
- Kenneth Griffith - Owen Thomas
- William Hartnell - major Fowler
- Joan Hickson - hemmafrun
- Mark Eden - Sir Geoffrey Despard
- Harry Locke - förtroendemannen
- George Woodbridge - biskopen
- Colin Gordon - premiärministern
- Malcolm Muggeridge - prästen
- Marianne Stone - miss Palmer